# نابليون والمحروسة (مسلسل)
نابليون والمحروسة هو مسلسل مصري بث في رمضان 2012.

## قصة المسلسل
يتناول المسلسل الجوانب الاجتماعية والسياسية في مصر أثناء الحملة الفرنسية على مصر في أواخر القرن الثامن عشر، وأهم الأحداث التي أثرت في المجتمع المصري بشكل عام، بداية من معركة شبراخيت بين (نابليون) و(مراد بك) قائد المماليك، ومروراً بثورتي القاهرة الأولى والثانية، وحتى خروج الحملة مهزومة من مصر.

## بطولة
- ليلى علوي: نفيسة البيضاء (أم المماليك)
- شريف سلامة: علي
- جريجوار كولين: نابليون بونابرت
- سوسن بدر: (خديجة)
- سامح الصريطي: الشيخ مصطفى
- بهاء ثروت: حسن
- أشرف مصيلحي: محمود
- فرح يوسف: رقية
- صبري عبد المنعم: الحاج منصور
- جهاد سعد: دينون
- محمد مرزبان: أرشلان
- أحمد ماهر: الشيخ عبد الله الشرقاوي (شيخ الأزهر)
- عابد فهد
- محمد أبو داوود
- عبد العزيز مخيون
- محمود الجندي
- سيف عبد الرحمن: مراد بك
- هادي الجيار: عبد الرحمن
- أروى جودة: ورد
- ياسمين رحمي: لوسى
- سهر الصايغ
- ناجح نعيم
- ناصر عثمان: بكير باشا
- مجدي بدر: (من شيوخ الأزهر)
- علي منصور
- أشرف طلبة: (عمر مكرم)
- خليل مرسي: (الشيخ المهدي)
- حمدي اسماعيل: (من شيوخ الأزهر)
- شريف صبحي
- محمد قشطة